# Biathlon aux Jeux olympiques de 2018 – Relais femmes
Navigation
Sotchi 2014 Pékin 2022
L'épreuve féminine du relais 4 x 6 km biathlon aux Jeux olympiques de 2018 a lieu le 22 février 2018 au Centre de biathlon et de ski de fond d'Alpensia.
Le relais est remporté par les Biélorusses, devant les Suédoises et les Françaises au terme d'une épreuve aux conditions météorologiques changeantes.

## Médaillés
| Or                                                                            | Argent                                                      | Bronze                                                                  |
| Biélorussie Nadezhda Skardino Iryna Kryuko Dinara Alimbekava Darya Domracheva | Suède Linn Persson Mona Brorsson Anna Magnusson Hanna Öberg | France Anaïs Chevalier Marie Dorin Habert Justine Braisaz Anaïs Bescond |

## Résultats
| Rang                                | Pays                                                                                  | Dossard | Pénalités (Tours+Pioches)                | Temps                                                                     | Retard         |
| ----------------------------------- | ------------------------------------------------------------------------------------- | ------- | ---------------------------------------- | ------------------------------------------------------------------------- | -------------- |
| Médaille d'or, Jeux olympiques      | Biélorussie Nadezhda Skardino Iryna Kryuko Dinara Alimbekava Darya Domracheva         | 10      | 0+3 0+6 0+0 0+2 0+1 0+0 0+2 0+1 0+0 0+3  | 1 h 12 min 03 s 4 17 min 35 s 2 18 min 08 s 2 18 min 52 s 4 17 min 27 s 6 |                |
| Médaille d'argent, Jeux olympiques  | Suède Linn Persson Mona Brorsson Anna Magnusson Hanna Öberg                           | 3       | 0+7 0+5 0+2 0+2 0+3 0+3 0+2 0+0 0+0 0+0  | 1 h 12 min 14 s 1 17 min 35 s 1 19 min 16 s 8 18 min 25 s 9 16 min 56 s 3 | + 10 s 7       |
| Médaille de bronze, Jeux olympiques | France Anaïs Chevalier Marie Dorin-Habert Justine Braisaz Anaïs Bescond               | 2       | 0+6 0+8 0+1 0+2 0+1 0+1 0+3 0+3 0+1 0+2  | 1 h 12 min 21 s 1 17 min 20 s 8 18 min 25 s 6 18 min 40 s 6 17 min 54 s 0 | + 17 s 6       |
| 4                                   | Norvège Synnøve Solemdal Tiril Eckhoff Ingrid Landmark Tandrevold Marte Olsbu         | 7       | 0+2 3+10 0+0 0+1 0+1 1+3 0+1 2+3 0+0 0+3 | 1 h 12 min 33 s 1 17 min 9 s 8 18 min 49 s 5 19 min 18 s 9 17 min 14 s 9  | + 29 s 7       |
| 5                                   | Slovaquie Paulína Fialková Anastasiya Kuzmina Terézia Poliaková Ivona Fialková        | 17      | 0+3 1+6 0+1 0+0 0+1 1+3 0+1 0+1 0+0 0+2  | 1 h 12 min 41 s 8 17 min 07 s 8 18 min 30 s 5 18 min 59 s 4 18 min 4 s 1  | + 38 s 4       |
| 6                                   | Suisse Elisa Gasparin Lena Häcki Selina Gasparin Irene Cadurisch                      | 8       | 0+8 0+8 0+1 0+0 0+3 0+2 0+2 0+3          | 1 h 12 min 46 s 9 17 min 32 s 8 18 min 15 s 5 18 min 56 s 7 18 min 1 s 8  | + 43 s 5       |
| 7                                   | Pologne Monika Hojnisz Magdalena Gwizdoń Krystyna Guzik Weronika Nowakowska           | 9       | 1+7 0+7 0+1 0+2 0+1 0+1 1+3 0+1 0+2 0+3  | 1 h 12 min 47 s 0 17 min 29 s 3 18 min 18 s 6 18 min 30 s 8 18 min 28 s 3 | + 43 s 6       |
| 8                                   | Allemagne Franziska Preuß Denise Herrmann Franziska Hildebrand Laura Dahlmeier        | 1       | 1+3 2+8 0+0 1+3 1+3 0+1 0+0 0+1          | 1 h 12 min 57 s 3 17 min 49 s 6 19 min 7 s 4 18 min 33 s 9 17 min 26 s 4  | + 53 s 9       |
| 9                                   | Italie Lisa Vittozzi Dorothea Wierer Nicole Gontier Federica Sanfilippo               | 5       | 2+7 2+6 0+1 0+0 2+3 0+0 0+3 1+3 0+0 1+3  | 1 h 13 min 7 s 5 16 min 49 s 0 18 min 47 s 4 18 min 55 s 0 18 min 36 s 1  | + 1 min 4 s 1  |
| 10                                  | Canada Sarah Beaudry Julia Ransom Emma Lunder Rosanna Crawford                        | 11      | 1+4 0+7 0+0 0+3 1+3 0+0 0+1 0+1          | 1 h 13 min 36 s 8 18 min 4 s 0 18 min 27 s 7 19 min 9 s 6 17 min 55 s 5   | + 1 min 33 s 4 |
| 11                                  | Ukraine Iryna Varvynets Vita Semerenko Juliya Dzhyma Anastasiya Merkushyna            | 4       | 0+3 2+7 0+0 1+3 0+1 0+1 0+2 0+0          | 1 h 13 min 44 s 8 18 min 30 s 9 19 min 15 s 4 17 min 38 s 7 18 min 19 s 8 | + 1 min 41 s 4 |
| 12                                  | République tchèque Eva Puskarčíková Jessica Jislová Markéta Davidová Veronika Vítková | 6       | 0+1 4+10 0+1 0+2 0+0 2+3 0+0 0+2         | 1 h 13 min 59 s 7 17 min 21 s 4 19 min 56 s 1 18 min 57 s 9 17 min 44 s 3 | + 1 min 56 s 3 |
| 13                                  | États-Unis Susan Dunklee Clare Egan Joanne Reid Emily Dreissigacker                   | 18      | 1+5 0+5 0+0 0+1 0+0 0+0 1+3 0+1 0+2 0+3  | 1 h 14 min 5 s 3 16 min 56 s 6 18 min 42 s 4 19 min 1 s 1 19 min 25 s 2   | + 2 min 1 s 9  |
| 14                                  | Kazakhstan Galina Vishnevskaya Darya Klimina Alina Raikova Olga Poltoranina           | 14      | 0+2 1+7 0+0 0+3 0+1 1+3 0+1 0+1 0+0 0+0  | 1 h 14 min 18 s 0 17 min 50 s 2 19 min 54 s 3 18 min 28 s 3 18 min 5 s 2  | + 2 min 14 s 6 |
| 15                                  | Finlande Laura Toivanen Kaisa Mäkäräinen Mari Laukkanen Venla Lehtonen                | 13      | 0+6 2+7 0+1 0+0 0+0 0+2 0+2 2+3 0+3 0+2  | 1 h 14 min 37 s 2 17 min 36 s 8 17 min 45 s 4 20 min 9 s 2 19 min 5 s 8   | + 2 min 33 s 8 |
| 16                                  | Bulgarie Emilia Yordanova Daniela Kadeva Stefani Popova Desislava Stoyanova           | 16      | 1+3 1+6 0+0 1+3 0+0 0+1 1+3 0+1 0+0 0+1  | 1 h 14 min 38 s 0 18 min 24 s 4 18 min 33 s 2 19 min 27 s 6 18 min 12 s 8 | + 2 min 34 s 6 |
| 17                                  | Japon Fuyuko Tachizaki Sari Furuya Rina Mitsuhashi Yurie Tanaka                       | 12      | 0+2 2+7 0+0 0+2 0+1 2+3 0+1 0+0 0+0 0+2  | 1 h 15 min 47 s 7 17 min 51 s 6 19 min 50 s 2 18 min 40 s 0 19 min 25 s 9 | + 3 min 44 s 3 |
| 18                                  | Corée du Sud Anna Frolina Ekaterina Avvakumova Mun Ji-hee Ko Eun-jung                 | 15      | 0+5 6+11 0+2 4+3 0+1 0+2 0+1 1+3         | 1 h 20 min 20 s 6 20 min 32 s 3 18 min 33 s 9 19 min 24 s 5 21 min 49 s 9 | + 8 min 17 s 2 |